# يازان (رامند الجنوبي)
يازان (بالفارسية: یزن) هي قرية تقع في إيران في قسم رامند الجنوبي الريفي. يقدر عدد سكانها بـ 221 نسمة .